# Lage Zwaluwe (stacja kolejowa)
Lage Zwaluwe (ned: Station Lage Zwaluwe) – stacja kolejowa w Moerdijk, w prowincji Brabancja Północna, w Holandii. Jest ważną stacją węzłową na linii Breda – Rotterdam.

## Linie kolejowe
- Linia Breda – Rotterdam
- Linia Antwerpia – Lage Zwaluwe
- Linia Lage Zwaluwe – 's-Hertogenbosch

## Połączenia
- 5900 Sprinter Dordrecht – Lage Zwaluwe – Roosendaal
- 6600 Sprinter Dordrecht – Lage Zwaluwe – Breda – Tilburg – 's-Hertogenbosch